# 松永站
松永站（日语：／ Matsunaga eki */?）是位於廣島縣福山市松永町，西日本旅客鐵道（JR西日本）山陽本線的車站。此站為前松永市的中心車站。

## 歴史
- 1891年（明治24年）11月3日 - 山陽鐵道福山站至尾道站之間開通，此站啟用。為旅客、貨運車站。
  - 當時車站位於廣島縣沼隈郡松永村（日语：松永町）。
- 1893年（明治26年）4月21日 - 車站向廣島遷移300米。
- 1900年（明治33年）3月3日 - 松永村實施町制，成為松永町（日语：松永町）（第一次），車站位於廣島縣沼隈郡松永町。
- 1906年（明治39年）12月1日 - 山陽鐵道國有化（日语：鉄道国有法），成為官設鐵道車站。
- 1909年（明治42年）10月12日 - 制定路線名稱。成為山陽本線車站。
- 1953年（昭和28年）4月1日 - 隨著松永町（第二次）成立，車站位於廣島縣沼隈郡松永町松永。
- 1954年（昭和29年）3月31日 - 隨著松永市成立，車站位於廣島縣松永市松永町。
- 1966年（昭和41年）5月1日 - 隨著福山市（第二次）成立，車站位於廣島縣福山市松永町。
- 1971年（昭和46年）8月15日 - 結束貨物起卸業務。
- 1986年（昭和61年）4月 - 綠色窗口開始營業[1]。
- 1987年（昭和62年）4月1日 - 伴隨國鐵分割民營化，車站由西日本旅客鐵道（JR西日本）營運。
- 2007年（平成19年）
  - 6月24日 - 引入可接受ICOCA的自動閘機（日语：自動改札機）。
  - 9月1日 - 此站可以使用ICOCA。
- 2011年（平成23年）3月15日 - 連接大堂與月台的升降機開始使用。
- 2013年（平成25年）2月1日 - 連接南、北出入口與大堂的升降機開始使用。
- 2016年（平成28年）
  - 4月20日 - 隨著引入CTC[2][3]，閘口與月台設置了LED式列車出發資訊牌。
  - 5月12日 - 隨著運行管理系統變更，車站自動廣播系統更新。

## 車站構造

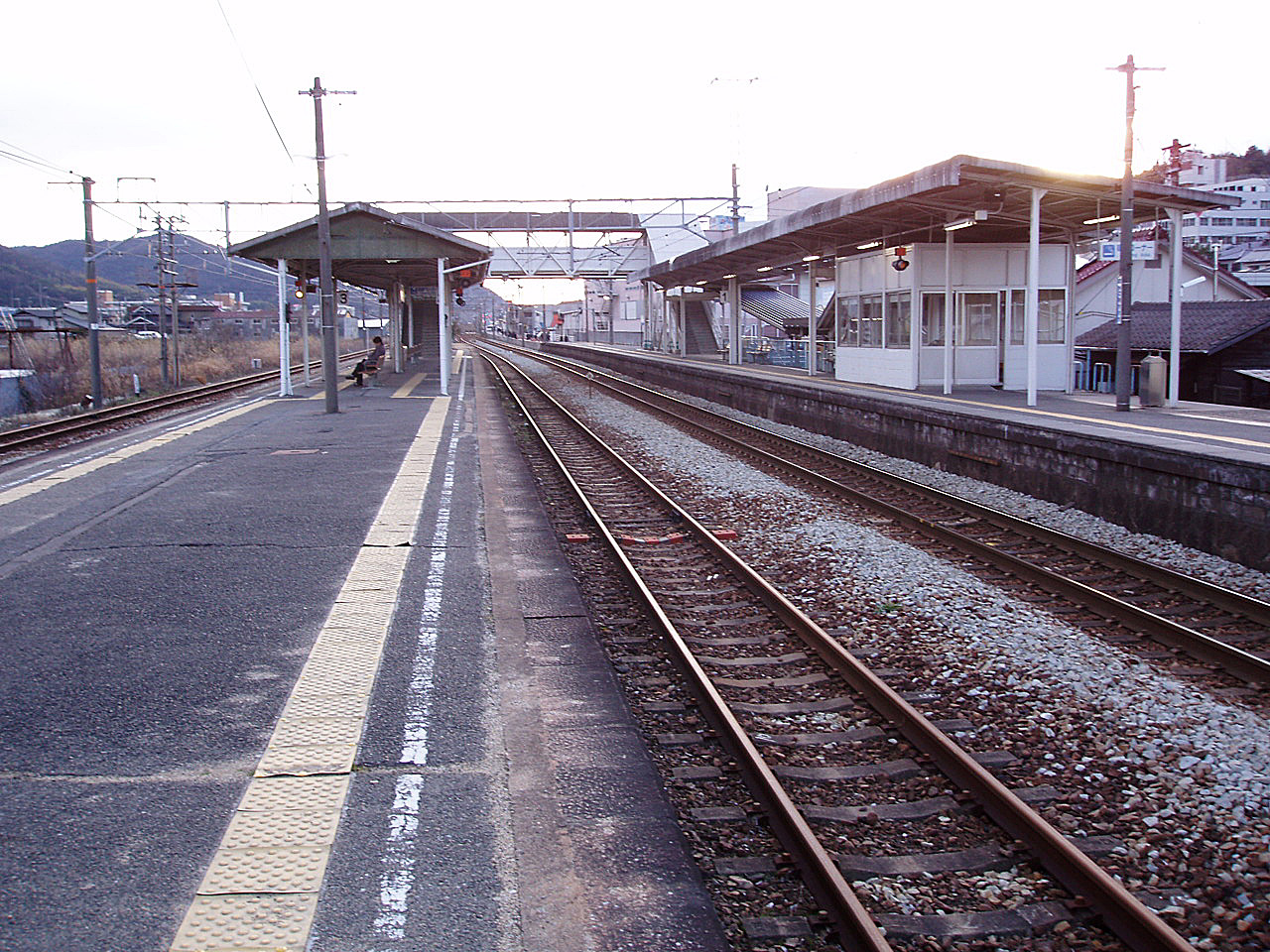
月台

車站為一座設有跨站式站房的地面車站，設有1面1線的單式月台和1面2線的島式月台，合共2面3線的混合式月台。跨站式站房為一座鋼筋混凝土的建築物。2、3號月台為島式月台。從尾道方向不可進入2號月台，2號月台只可連接福山方向的路軌。在單式月台（1號月台）東邊設有側線。
此站為由尾道站管理的直營車站，設有綠色窗口。車站可以使用ICOCA與其互相可以使用的IC卡。此站設有無障礙設施，包括連接車站大樓與月台，以及車站大樓與出入口的升降機。

### 月台
| 月台 | 路線         | 上下行       | 方向                 | 備註                       |
| ---- | ------------ | ------------ | -------------------- | -------------------------- |
| 1    | 山陽本線     | 上行         | 福山、岡山方向       |                            |
| 2    | （備用月台） | （備用月台） | （備用月台）         | （備用月台）               |
| 3    | 山陽本線     | 下行         | 尾道、三原、廣島方向 | 廣島方向的列車需在糸崎轉乘 |

在引入運行管理系統前，此站已經有進站音樂，在引入後播放JR西日本標準進站音樂。在2012年3月前，1號月台是播放「出發好日子」，2、3號月台是播放「百萬朵玫瑰」。
1號月台是上行本線，3號月台是下行本線。2號月台是下行副本線，通常沒有列車停站。在發生事故、災難使時間表混亂時才會使用。

## 使用狀況
以下為近年1日平均乘車人次：
| 年度               | 1日平均 乘車人次 |
| ------------------ | ---------------- |
| 1987年（昭和62年） | 6,450            |
| 1988年（昭和63年） | 6,624            |
| 1989年（平成元年） | 6,692            |
| 1990年（平成02年） | 6,858            |
| 1991年（平成03年） | 6,952            |
| 1992年（平成04年） | 7,153            |
| 1993年（平成05年） | 7,275            |
| 1994年（平成06年） | 7,141            |
| 1995年（平成07年） | 7,185            |
| 1996年（平成08年） | 7,088            |
| 1997年（平成09年） | 6,698            |
| 1998年（平成10年） | 6,358            |
| 1999年（平成11年） | 5,885            |
| 2000年（平成12年） | 5,538            |
| 2001年（平成13年） | 5,263            |
| 2002年（平成14年） | 5,080            |
| 2003年（平成15年） | 4,966            |
| 2004年（平成16年） | 4,923            |
| 2005年（平成17年） | 4,787            |
| 2006年（平成18年） | 4,806            |
| 2007年（平成19年） | 4,678            |
| 2008年（平成20年） | 4,589            |
| 2009年（平成21年） | 4,455            |
| 2010年（平成22年） | 4,459            |
| 2011年（平成23年） | 4,475            |
| 2012年（平成24年） | 4,513            |
| 2013年（平成25年） | 4,626            |
| 2014年（平成26年） | 4,485            |
| 2015年（平成27年） | 4,548            |
| 2016年（平成28年） | 4,690            |
| 2017年（平成29年） | 4,787            |

## 車站周邊
北出口
- 福山西警署站前崗亭
- 福山大學
- 廣島縣立松永高等學校（日语：広島県立松永高等学校）[5]
- 福山西警署（日语：福山西警察署）
- 松永宮前郵局
- 中國銀行松永分店
- 廣島銀行松永分店
- NICHIE 日出店
- 鷗州塾（日语：鴎州塾）松永校

南出口
- 中國運輸局（日语：中国運輸局）廣島運輸分局（日语：広島運輸支局）福山汽車檢驗登記處
- 輕型汽車檢査協會（日语：軽自動車検査協会）廣島主管事務所福山分所
- 福山市西部市民中心
- 福山市松永圖書館
- 福山市松永分所
- 福山市松永健康體育中心
- 日本鞋博物館（日语：日本はきもの博物館）
- 日本鄉土玩具博物館（日语：日本郷土玩具博物館）
- 松永郵局（日语：松永郵便局）
- JA福山 松永分店
- youme Town松永（日语：ゆめタウン松永）
- HALOWS（日语：ハローズ）南松永店
- 長和島酒店（商務酒店）
- 松永城市酒店（商務酒店）
- 大善商務酒店（商務酒店）

## 巴士路線
松永站周邊設有數個不同名稱黎巴士站。

### 「松永站北出口」巴士站、「福山松永」巴士站
「松永站北出口」巴士站是位於松永站北出口以東約30米，只有一般巴士路線。「福山松永」巴士站是位於松永站北出口以北約40米，近北之教文研討松永站前教室前，只設有城際高速巴士。

#### 城際高速巴士
| 巴士站名                 | 路線名     | 公司名 | 目的地、方向                                | 備註     |
| ------------------------ | ---------- | ------ | ------------------------------------------- | -------- |
| 福山松永（教文研討會前） | 獵戶座巴士 | OTB    | 新宿南出口（Busta新宿）、東京站鍛冶橋停車場 | 夜行班次 |

#### 一般巴士路線
- 圖例
  - ■ 鞆鐵道（鞆鐵巴士）（日语：鞆鉄道）

| 巴士站名   | 路線編號 | 路線名稱         | 目的地、方向                                               | 備註                 |
| ---------- | -------- | ---------------- | ---------------------------------------------------------- | -------------------- |
| 松永站北口 | 9        | ■小原線          | 松永                                                       |                      |
| 松永站北口 | 95       | ■小原線          | （經松永北農協、本鄉溫泉口）小原上                         |                      |
| 松永站北口 | 95-1     | ■小原線          | （經松永北農協、本鄉溫泉、小原上）柞磨                     |                      |
| 松永站北口 | 96-1     | ■北迴 東村循環線 | （經松永、矢捨西、福大入口）大谷入口、宗政倶樂部、虹丘團地 | 只限平日、星期六服務 |
| 松永站北口 | 96-2     | ■南迴 東村循環線 | （經松永、矢捨西、福大入口）虹丘團地、宗政倶樂部、大谷入口 | 只限平日、星期六服務 |
| 松永站北口 | 97       | ■三成線          | （經西藤口、Aron化成、美之鄉溫泉口）三成                   |                      |

### 福山大學校巴站
福山大學校巴站（福山大學巴士站）是位於松永站北出口以西北約250米（步行約3分鐘），為專用巴士站，設有候車室。

#### 校巴
| 巴士站名       | 目的地、方向 | 備註 |
| -------------- | ------------ | ---- |
| 福山大學校巴站 | 福山大學     |      |

### 「松永站南出口」巴士站
「松永站南出口」巴士站是位於松永站南出口迴旋路，只有一般巴士路線。

#### 一般巴士路
- 圖例
  - ■ 鞆鐵道（鞆鐵巴士）
  - ■ 尾道巴士（日语：おのみちバス）

| 巴士站名     | 路線編號 | 路線名稱            | 目的地、方向                                                               | 備註                                                              |
| ------------ | -------- | ------------------- | -------------------------------------------------------------------------- | ----------------------------------------------------------------- |
| 松永站南出口 | 7        | ■沼南線             | 松永                                                                       |                                                                   |
| 松永站南出口 | 9        | ■松永尾道工業團地線 | 松永                                                                       |                                                                   |
| 松永站南出口 | 76       | ■沼南線             | （經藤江、浦崎農協前）滿越                                                 |                                                                   |
| 松永站南出口 | 77-1     | ■沼南線             | （經藤江、浦崎農協前、常石、沼隈分所）千年橋                               |                                                                   |
| 松永站南出口 | 77-2     | ■沼南線             | （經藤江、浦崎農協前、常石、沼隈分所）內海農協前                           |                                                                   |
| 松永站南出口 | 78-1     | ■沼南線             | （經藤江、瀨丸、沼南高校前、沼隈分所）千年橋                               |                                                                   |
| 松永站南出口 | 79       | ■沼南線             | （經藤江、瀨丸、沼南高校前、沼隈分所、阿伏兔觀音、阿伏兔、鞆之浦）鞆車廠前 |                                                                   |
| 松永站南出口 | 90       | ■松永尾道工業團地線 | （經youme Town、西藤口、美之鄉溫泉口、三成）尾道工業團地                   |                                                                   |
| 松永站南出口 | 98       | ■松永如水館線       | （經youme Town、繞道東出口、美之鄉溫泉口、木頃本鄉）如水館前               | 如水館前學校假期時暫停服務 美之鄉溫泉口至如水館前之間只停木頃本鄉 |

## 相鄰車站
西日本旅客鐵道
 山陽本線
備後赤坂－松永－東尾道

## 注腳
1. ↑  「国鉄監修 交通公社の時刻表」1986年4月號、5月號
2. ↑  .   [2020-03-25]. （原始内容存档于2020-03-24）.
3. ↑  .   [2020-03-25]. （原始内容存档于2020-03-24）.
4. ↑  廣島縣統計年鑑
5. ↑  1962年遷移至此地。
6. ↑  . 鞆鐵道株式會社.   [2018-09-29]. （原始内容存档于2018-08-01） （日语）.
7. 1 2   (PDF). 鞆鐵道株式會社. 2017-04-05  [2018-09-13]. （原始内容 (pdf)存档于2018-08-30） （日语）.
8. 1 2   (PDF). 鞆鐵道株式會社. 2017-04-05  [2018-09-13]. （原始内容 (pdf)存档于2018-08-30） （日语）.

## 外部連結
- 松永｜車站資訊：JR出門網 - 西日本旅客鐵道